# Eleanor Dodson
Eleanor Joy Dodson, FRS, geboren als Eleanor MacPherson (* 1936 in Australien) ist eine australische Mathematikerin und Hochschullehrerin. Sie ist emeritierte Professorin an der University of York und eine Computerbiologin, die sich auf die Untersuchung von Proteinstrukturen mittels Röntgenkristallographie spezialisierte.

## Leben und Werk
Dodson wurde als Eleanor MacPherson im ländlichen Australien als Tochter schottischer Farmer geboren. 1958 schloss sie ihr Studium der Mathematik und Philosophie an der University of Melbourne ab. Sie war von 1965 bis zu seinem Tod 2012 mit dem Biochemiker Guy Dodson verheiratet, mit dem sie vier Kinder bekam.
Nach ihrem Studienabschluss lehrte sie zwei Jahre lang Mathematik an der Universität, bevor sie nach Großbritannien zog. 1962 wurde sie technische Assistentin im Oxford-Labor der Nobelpreisträgerin Dorothy Hodgkin. Dodson erkannte, dass ein Großteil der Arbeit von Computern erledigt werden konnte. Es gab jedoch keine vereinbarten Standards und fast keine Programme für Computer. Sie gründete 1974 eine Computerkooperative, die 1979 zu dem Collaborative Computing Project Number 4 (CCP4) wurde und heute eine Kooperative britischer Labore ist, die vom Science & Technology Facilities Council koordiniert wird. Dodson leistete auch Beiträge zur Theorie und Praxis von Methoden zur Bestimmung der atomaren Strukturen von Makromolekülen wie Molecular Replacement, Phasing und Refinement.
1976 ging sie mit ihrem Ehemann an die University of York, wo er 1985 eine Professur erhielt und sie in vielen seiner Projekte mitforschte. 2000 verlieh ihr die University of York eine Forschungsprofessur und ernannte sie anschließend zur emeritierten Professorin.
Sie ist Mitherausgeberin des Journal of Applied Crystallography.

## Ehrungen und Auszeichnungen
- 1998: Fankuchen Prize[4]
- 2001: Ehrendoktorwürde der Universität Uppsala[5][6]
- 2003: Fellow der Royal Society[7][8]
- 2006: 2. Max-Perutz-ECA-Preis[9][10]
- 2010: Ehrendoktorwürde der University of St Andrews[11]
- 2011: Professor-at-Large des Institute of Advanced Studies an der University of Western Australia
- 2016: Eleanor Dodson Fellowship Fund, University of York
- 2020: Um der zentralen Rolle von Eleanor und Guy Dodson beim Aufbau des York Structural Biology Laboratory (YSBL) innerhalb des Department of Chemistry Tribut zu zollen und die Pionierarbeit von Eleanor Dodson bei der Entwicklung von Computermethoden zur Auflösung der dreidimensionalen Struktur von Proteinen aus Röntgendaten zu würdigen, wurde das Eleanor and Guy Dodson Building an der University of York geschaffen.[12]
- 2021: Corresponding Member of the Australian Academy of Science[13]

## Veröffentlichungen (Auswahl)
- Using electron-microscopy images as a model for molecular replacement. Acta Crystallographica D. 57 (Pt 10), S. 1405–1409, 2001.
- mit Z. Dauter, M. Dauter: Jolly SAD". Acta Crystallographica D. 58 (Pt 3), S. 494–506, 2002.
- mit G. J. Kleywegt, K. Henrick, D. M.  van Aalten: Pound-wise but penny-foolish: How well do micromolecules fare in macromolecular refinement?. Structure. 11 (9), S. 1051–1059, 2003.
- mit J. Yao, M. M. Woolfson, K. S. Wilson: A modified ACORN to solve protein structures at resolutions of 1.7 A or better. Acta Crystallographica D. 61 (Pt 11), S. 1465–1475, 2005.